# Jarząbkowy Kocioł
Jarząbkowy Kocioł słow. Jariabkov kotol – trawiasto-skalisty kocioł w masywie Młynarza w słowackich Tatrach Wysokich. Znajduje się w najwyższej części Jarząbkowego Żlebu. Powyżej jego ostatniego progu odgałęzia się na prawo stromy żlebek podchodzący pod Wyżnią Jarząbkową Szczerbinę. Z jego lewej strony uchodzi urwisty i wąski komin o wysokości około 50 m, ograniczający wschodnią ścianę Młynarzowej Strażnicy. Powyżej tego komina znajduje się Jarząbkowy Kocioł, a nad kotłem trawniki Wyżniego Jarząbkowego Siodełka.
Autorem nazwy kotła jest Władysław Cywiński.